# داني روي مور
داني روي مور (بالإنجليزية: Danny Roy Moore)‏ هو مهندس وسياسي أمريكي، ولد في 8 أغسطس 1925 في هاينسفيل في الولايات المتحدة. حزبياً، نشط في الحزب الديمقراطي. وقد انتخب عضو مجلس ولاية لويزيانا.